# Strada statale 14 racc della Venezia Giulia
La strada statale 14 racc della Venezia Giulia, classificata come SS14racc, già strada statale 14/55 raccordo del Lisert (SS14/55r) è una strada statale italiana che collega Monfalcone con Jamiano. Il suo percorso si snoda interamente nella provincia di Gorizia.
L'apertura dell'intero tracciato risulta eseguita nell'anno 1934.

## Percorso
La strada si snoda dalla strada statale 14 della Venezia Giulia al confine est dell'abitato di Monfalcone e prosegue verso nord-est sino al raggiungimento dello svincolo "Monfalcone Est" dell'Autostrada A4 grazie ad una trincea realizzata tra il monte Moschenizza e il monte Krč.
Prosegue successivamente verso nord-ovest passando sopra l'autostrada Torino-Trieste ed al di sotto della Ferrovia Trieste-Venezia. la strada continua verso nord e dopo due stretti tornanti termina sulla 55 dell'Isonzo tra le località di San Giovanni di Duino (TS) e Jamiano (GO).

## Tabella Percorso
| della Venezia Giulia |                                             |      |           |
| Tipo                 | Indicazione                                 | ↓km↓ | Provincia |
|                      | della Venezia Giulia                        | 0,0  | GO        |
|                      | Torino Trieste (Svincolo di Monfalcone est) | 0,8  | GO        |
|                      | Sablici                                     | 1,6  | GO        |
|                      | dell'Isonzo                                 | 2,0  | GO        |